# 鍾安住
鍾 安住（しょう あんじゅう、1952年8月7日 - ） は、台湾 カトリック嘉義教区の現任の司教である。洗礼名は「トマス」。

## 経歴
- 1952年 - 8月7日、台湾 雲林県崙背郷生まれ。
- 1981年 - 12月26日、台南教区において司祭叙階。
- 1986年 – ローマ 教皇庁立アルフォンサ大学（イタリア語版） 修士。
- 1996年 – ローマ 教皇庁立ラテラノ大学（英語版） 倫理学博士。

輔仁大学董事、台湾総修院院長、台南教区秘書長、澎湖地区司教代表、達義修院院長、台南徳光女子中学総務主任およびチャプレン、宜蘭聖母医専および静修女子中学董事などを歴任。
- 2004年 -8月、輔仁大学チャプレン。
- 2006年 - 10月31日、教皇 ベネディクト16世により台北教区補佐司教に任命。
- 2006年 - 12月30日、輔仁大学中美堂において司教叙階。
- 2008年 - 1月24日、 教皇ベネディクト16世により嘉義教区司教に任命。